# Urška Ferligoj
Urška Ferligoj (conosciuta anche come pastorella Urška; Gargaro, 1526 – Gargaro, 1544) è stata una pastorella e veggente mariana slovena.

## Biografia

### Infanzia
La data esatta della nascita di Urška è sconosciuta, poiché l'archivio parrocchiale di Salcano, dove erano conservati tali documenti, andò distrutto in un incendio nel 1600, e anche i documenti custoditi dai Francescani sul Monte Santo (Sveta Gora) andarono perduti.Secondo la tradizione orale, Urška nacque nel 1526 a Grgar, da poveri contadini, in una casa conosciuta come "Pri Piskovih" (dai Piskovi – "alla ceramica"). Da giovane iniziò a lavorare come pastorella e portava spesso al pascolo le pecore sulla Skalnica, dove un tempo sorgeva una chiesa distrutta dai Turchi nel 1496.

### Apparizione mariana
Un sabato di giugno, dopo Pentecoste, nell'anno 1539, mentre Urška pascolava le pecore sulla Skalnica, le apparve la Vergine Maria con in braccio il Bambino Gesù. La Madre di Dio le parlò in sloveno dicendo: "Di' alla gente che mi costruisca qui una casa e mi chieda grazia." Urška diffuse questo messaggio nei villaggi vicini e a Gorizia, portando grande gioia al popolo. Molti accorsero in gran numero sul luogo dell’apparizione, dove fu eretta una cappella provvisoria e dove si pregava davanti a una statua della Madonna, scolpita secondo la descrizione di Urška dai fratelli Francesco e Pietro Floreani di Udine.

### Prigionia
Le autorità inizialmente vietarono le sue attività e la imprigionarono tre volte, ma secondo la tradizione orale, la Vergine Maria la liberò miracolosamente ogni volta. Si racconta che fu rinchiusa nei sotterranei del castello di Salcano – il maniero di Palač. Dopo la terza liberazione, fu ritrovata in profonda preghiera sulla cima della Skalnica. Questo indusse le autorità a riconoscere un intervento divino e a permetterle di proclamare il messaggio celeste e le apparizioni.L’11 dicembre 1540, il vicegovernatore di Gorizia, Hieronim Attems, donò un terreno sulla Skalnica per la costruzione di una futura chiesa dedicata alla Vergine Maria. I pellegrini giunsero da terre lontane per visitare il luogo dell'apparizione, affascinati dai racconti dei miracoli. Così, la Skalnica divenne nota come Sveta Gora (Monte Santo).

### Costruzione e consacrazione della chiesa

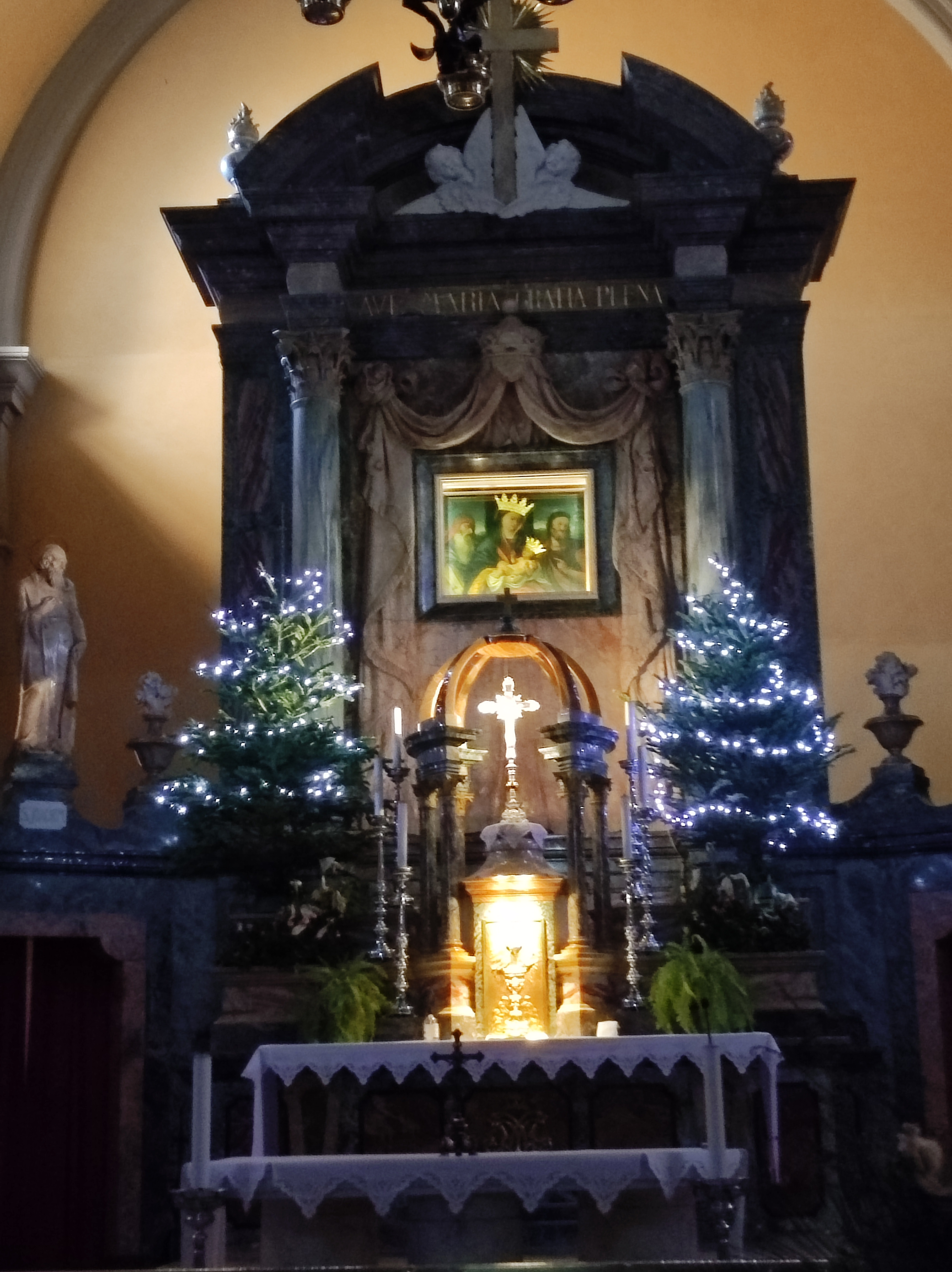
Altare maggiore della basilica di Sveta Gora

L’entusiasmo popolare per il Monte Santo fu così grande che, nonostante le difficili condizioni, un magnifico santuario venne costruito in cima al monte in soli tre anni (1541–1544). Il patriarca Marco Grimani donò un'immagine della Madre di Dio con il Bambino Gesù, il profeta Isaia e San Giovanni Battista, opera del pittore Jacopo Negretti. Il 12 ottobre 1544 la chiesa fu consacrata dal vicario generale del patriarca, il vescovo Egidio Falcetta. Anche Urška partecipò alla consacrazione, sebbene fosse ormai molto debole a causa delle sofferenze subite durante la prigionia.

### Morte
Poco dopo la consacrazione della chiesa del Monte Santo, Urška si ammalò gravemente. Secondo la tradizione, ogni sera una nebbia scendeva dalla chiesa fino alla sua casa, e la Madonna la visitava. Urška morì nello stesso anno. Al momento della sua morte, due frati francescani stavano pregando nella chiesa sul Monte Santo: raccontarono di aver visto Urška, vestita di bianco, camminare verso l'altare dove si trovava la Vergine Maria con il Bambino. Quando Urška raggiunse l'altare, la Madonna le pose sul capo una corona bianca.
Si ritiene che Pastorella Urška sia sepolta vicino alla Chiesa di San Martino a Grgar, dove ora si trova una lapide commemorativa con un mosaico raffigurante la scena dell’apparizione.

## Tre fonti storiche principali

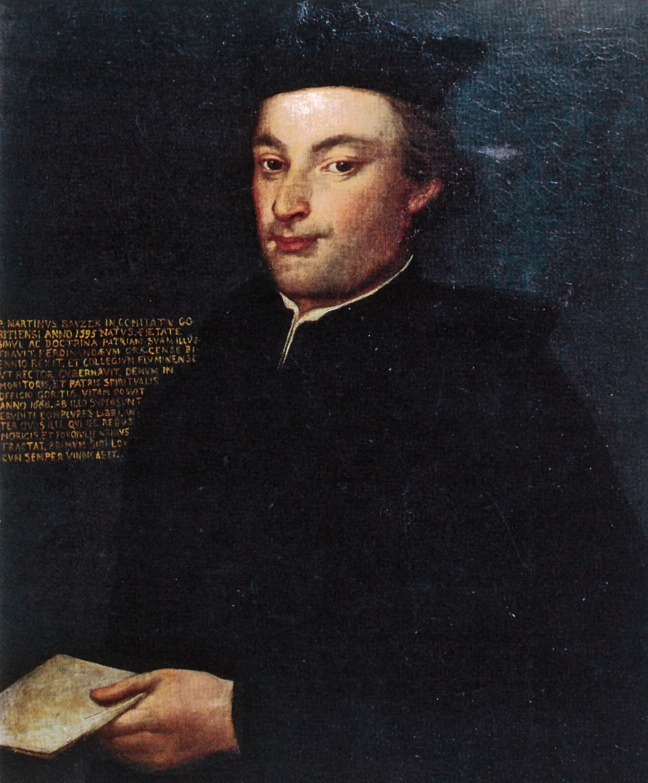
Martin Bavčer

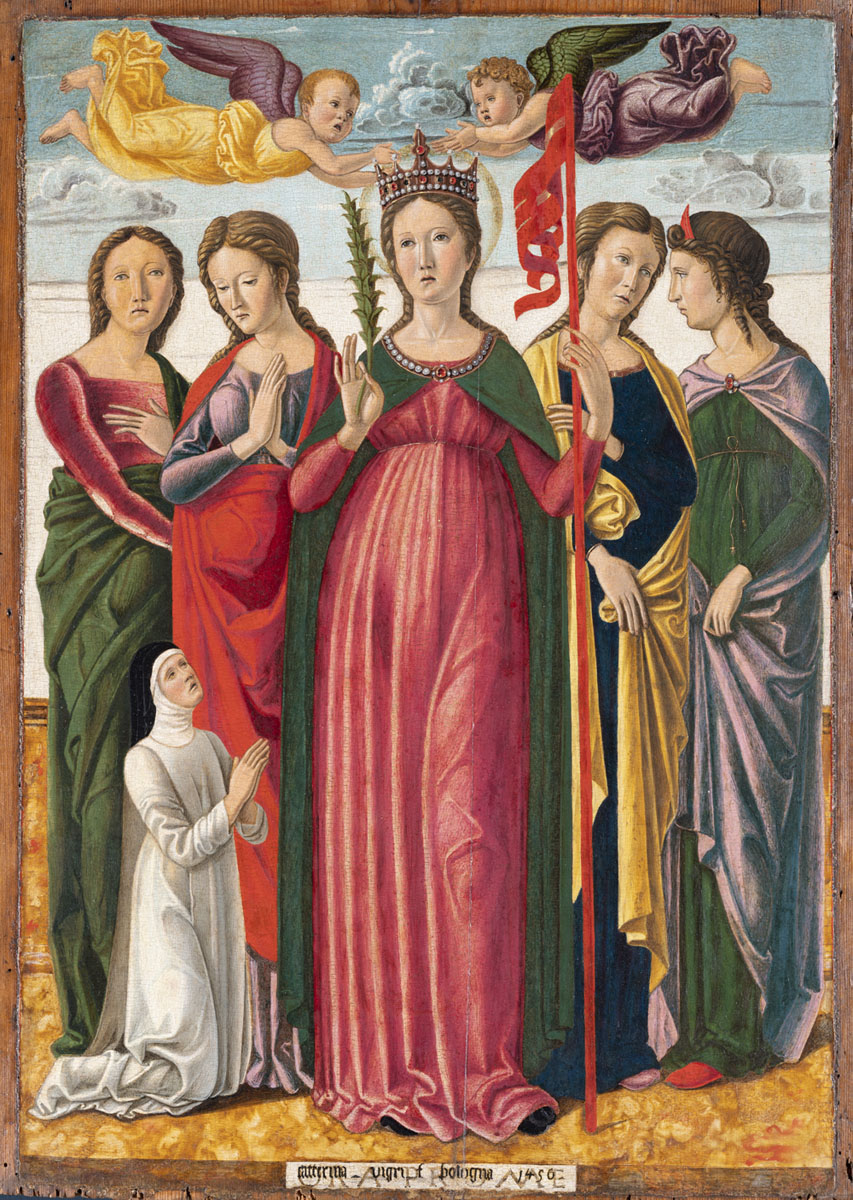
Sant'Orsola e quattro sante vergini di Caterina da Bologna (c.1450)

Oltre alla solida tradizione orale, le tre fonti storiche principali su Pastorella Urška sono gli scritti di tre storici: Franjo Glavinić (1648), Martin Bavčer (1657) e Gian Giacomo D'Ischia (1684). Tutti e tre la menzionano per nome:
- La devota pastorella di nome Ursula di Grgar (Franjo Glavinić)
- La donna Ursula (Martin Bavčer)
- Ursula Ferligojnica, povera pastorella (Gian Giacomo D'Ischia)  (Il nome Urška è una variante slovena del nome Ursula. La sua santa patrona era Sant’Orsola.)  Martin Bavčer trasse le sue informazioni da documenti riguardanti il Monte Santo, risalenti al periodo 1630–1640. Franjo Glavinić fu guardiano francescano sul Monte Santo dal 1639 al 1642, durante il primo centenario delle apparizioni, e probabilmente udì le testimonianze dirette di testimoni ancora viventi. In precedenza, aveva ricoperto il ruolo di provinciale dei Francescani in Bosnia e Croazia, che includevano anche la Sveta Gora.

## Nella letteratura
La pastorella Urška ha ispirato molte opere letterarie. Nel 1938 Joža Lovrenčič scrisse La leggenda di Maria e della pastorella Urška (Legenda o Mariji in pastirici Uršiki). Nel 1939, in occasione dell'inaugurazione della cappella dedicata a Urška Ferligoj a Grgar, fu rappresentata per la prima volta l'opera teatrale Na Skalnici (Su Skalnica) di Dragotin Vodopivec. Nel 1951 Ivo Česnik scrisse una storia dell'apparizione intitolata La canzone della montagna sacra ( Svetogorska pesem ). Nel 1979 la scrittrice Zora Piščanc pubblicò il romanzo La pastorella Urška (Pastirica Urška), in cui raccontava l'infanzia di Urka, l'apparizione, la sua prigionia e la costruzione della chiesa di Sveta Gora. Si basa su documenti storici e tradizione orale. Nel 1994, la scrittrice Berta Golob e l'illustratrice Silva Karim hanno pubblicato un libro da colorare intitolato Pastorella Urška (Pastirica Urška). Nel 2006 lo scrittore Andraž Arko e l'illustratrice Urša Skoberne hanno pubblicato un libro illustrato intitolato La pastorella Urška e la regina del Sacro Monte (Pastirica Urška in Svetogorska Kraljica).

## Il sentiero di Urška

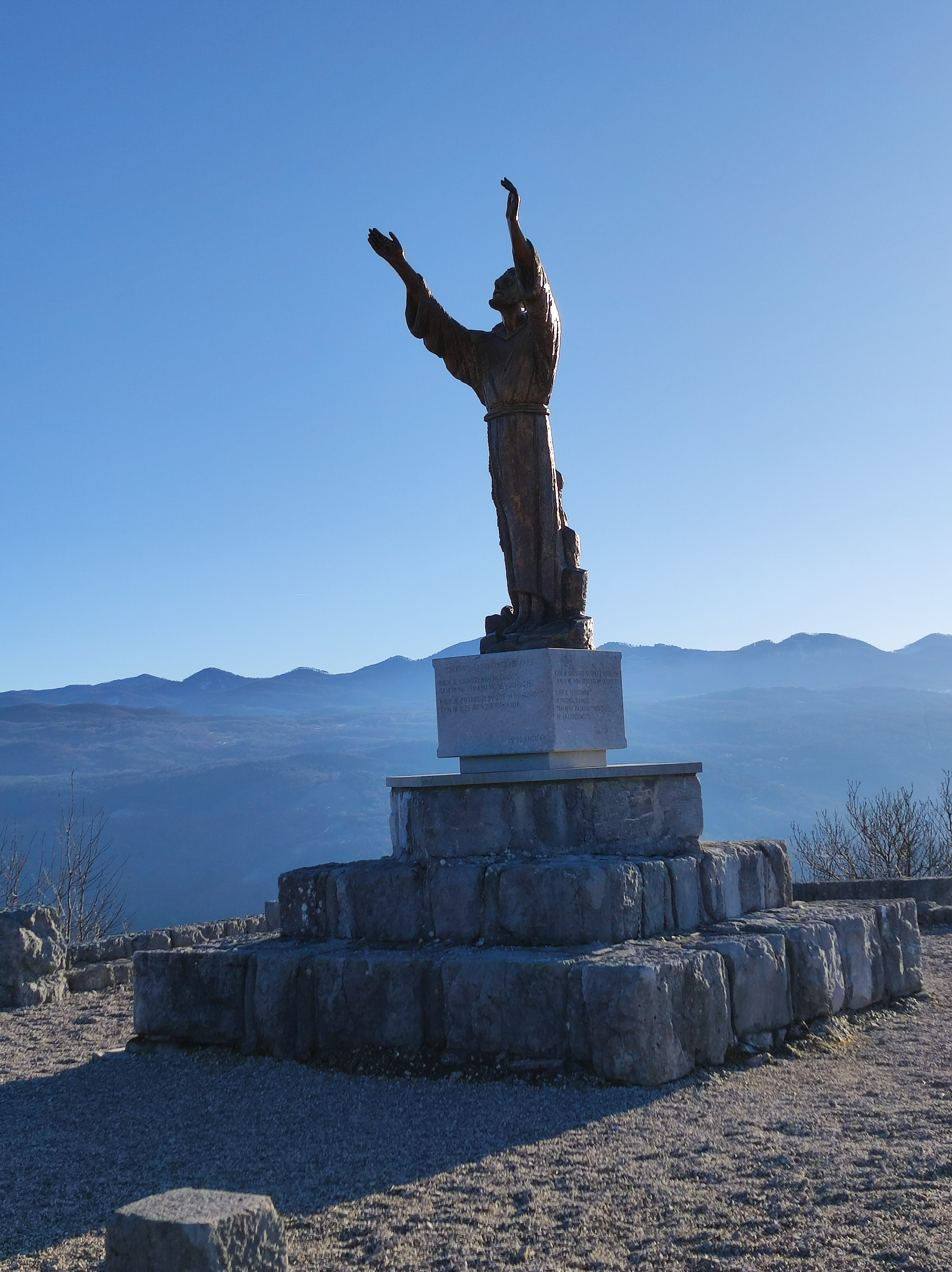
Statua di San Francesco d’Assisi, Sveta Gora

Il Sentiero di Urška è un percorso tematico circolare che collega Grgar al Monte Santo (Sveta Gora). Parte dalla Chiesa di San Martino a Grgar e comprende otto tappe. Il sentiero attraversa la parte occidentale del villaggio fino alla casa natale di Urška, dove oggi si trova una cappella. Poco prima del termine del villaggio, una larga strada ghiaiosa porta al Preški Vrh, e da lì prosegue fino alla basilica della Sveta Gora, che si trova a 682 metri di altitudine, il punto più alto del percorso. Da lì si possono ammirare viste mozzafiato che spaziano dal Mare Adriatico alle Alpi Giulie. Nei pressi della basilica si trova il Museo Mariano, dove una sala è dedicata a Pastorella Urška. Il sentiero prosegue oltre la basilica e dopo una breve camminata si giunge alla statua di San Francesco d’Assisi, che offre una splendida vista su Grgar. Infine, il sentiero scende ripidamente e ritorna a Grgar, terminando presso la tomba presunta di Urška, accanto alla chiesa del villaggio.